# Lycoming IO-580
Lycoming IO-580 ist eine Baureihe von Sechszylinderboxermotoren für den Einsatz in Kleinflugzeugen. Sie wird vom US-amerikanischen Hersteller Lycoming gebaut. Die Motoren der Baureihe konkurrieren mit der Continental-IO-550-Familie, deren Motoren ebenfalls über sechs Zylinder mit ähnlichen Nennleistungen und Massen verfügen. Da keine Vergaserversion des Motors existiert, die die Bezeichnung O-580 tragen würde, handelt es sich beim IO-580 um das Basismodell der Baureihe.

## Entwicklung und Konstruktion
Der IO-580 wurde ursprünglich im Auftrag von Cessna entwickelt, das auf der Suche nach einem modernen Triebwerk für seine Cessna 206 Stationair war. Die Entwicklung verlief langsam und die Produktion des Flugzeugs musste verschoben werden, da man auf den Motor warten musste. Als die Produktion schließlich begann, zeigten sich Probleme mit den Zylindern. Daraufhin griff Cessna für die 206 auf den älteren und schwächeren Lycoming IO-540 mit 260 PS (191 kW) zurück. Nachdem Lycoming die Probleme in den Griff bekommen hatte, fand der Motor Verwendung in verschiedenen Kunstflugzeugen, aber der Motor wurde nicht in großen Stückzahlen hergestellt.
Die Baureihe deckt Nennleistungen von 300 PS (221 kW) bis 315 PS (232 kW) ab. Die Motoren verfügen über ein Einspritzsystem, das den Kraftstoff im Verhältnis zum gemessenen Luftstrom durch die Zuluftdüsen an jedem einzelnen Zylinder bemisst. Der Hubraum der Motoren beträgt 9554 cm³ aus denen das leistungsfähigste Modell B1A eine Leistung von 315 PS (232 kW) generiert. Die Zylinder verfügen über luftgekühlte Köpfe aus Aluminiumguss und gefräste Brennräume.
Das erste IO-580-Modell erhielt seine Musterzulassung am 12. August 1997. Die Motoren sind sowohl für Tractor- als auch für Pusher-Konfiguration zugelassen.

## Varianten
IO-580-A1A
Direktantrieb, 300 PS (221 kW) bei 2.500 min−1, Trockengewicht 444 lb (201 kg), Einspritzsystem PAC-RSA-10ED1, Musterzulassung am 12. August 1997
IO-580-B1A
Direktantrieb, 315 PS (232 kW) bei 2.700 min−1, Trockengewicht 434 lb (197 kg), Einspritzsystem PAC-RSA-10ED1, Musterzulassung am 23. März 2001
AEIO-580-B1A
Direktantrieb, 315 PS (232 kW) bei 2.700 min−1, Trockengewicht 446 lb (202 kg), verfügt über ein kunstflugtaugliches Kraftstoff- und Schmiersystem, ausrüstbar mit Einspritzsystem PAC-RSA-10ED1 oder Lycoming FM-250, Musterzulassung am 13. August 2007

## Anwendungen
- Cessna NGP
- MSW Votec 252T

IO-580-B1A
- Expedition E350
- Evektor VUT100-131i SuperCobra

AEIO-580-B1A
- Extra 330
- Game Composites GB1 GameBird
- XtremeAir Sbach 342 (XA 42)
- XtremeAir XA41